# Crypthelia dactylopoma
Crypthelia dactylopoma is een hydroïdpoliep uit de familie Stylasteridae. De poliep komt uit het geslacht Crypthelia. Crypthelia dactylopoma werd in 1986 voor het eerst wetenschappelijk beschreven door Cairns. 